# Reserva Natural Municipal Santa Catalina
La Reserva Natural Santa Catalina es un área natural ubicada en el
Partido de Lomas de Zamora, constituye uno de los principales pulmones del Gran Buenos Aires. La Reserva Municipal  albergan uno de los últimos relictos de talar del conurbano, además de zonas bosque mixto y pastizal pampeano.
Se encuentra ubicada en Garibaldi al 2400, en Llavallol, a la altura de las vías del Ferrocarril Roca (ramal Haedo-Temperley).

## Historia

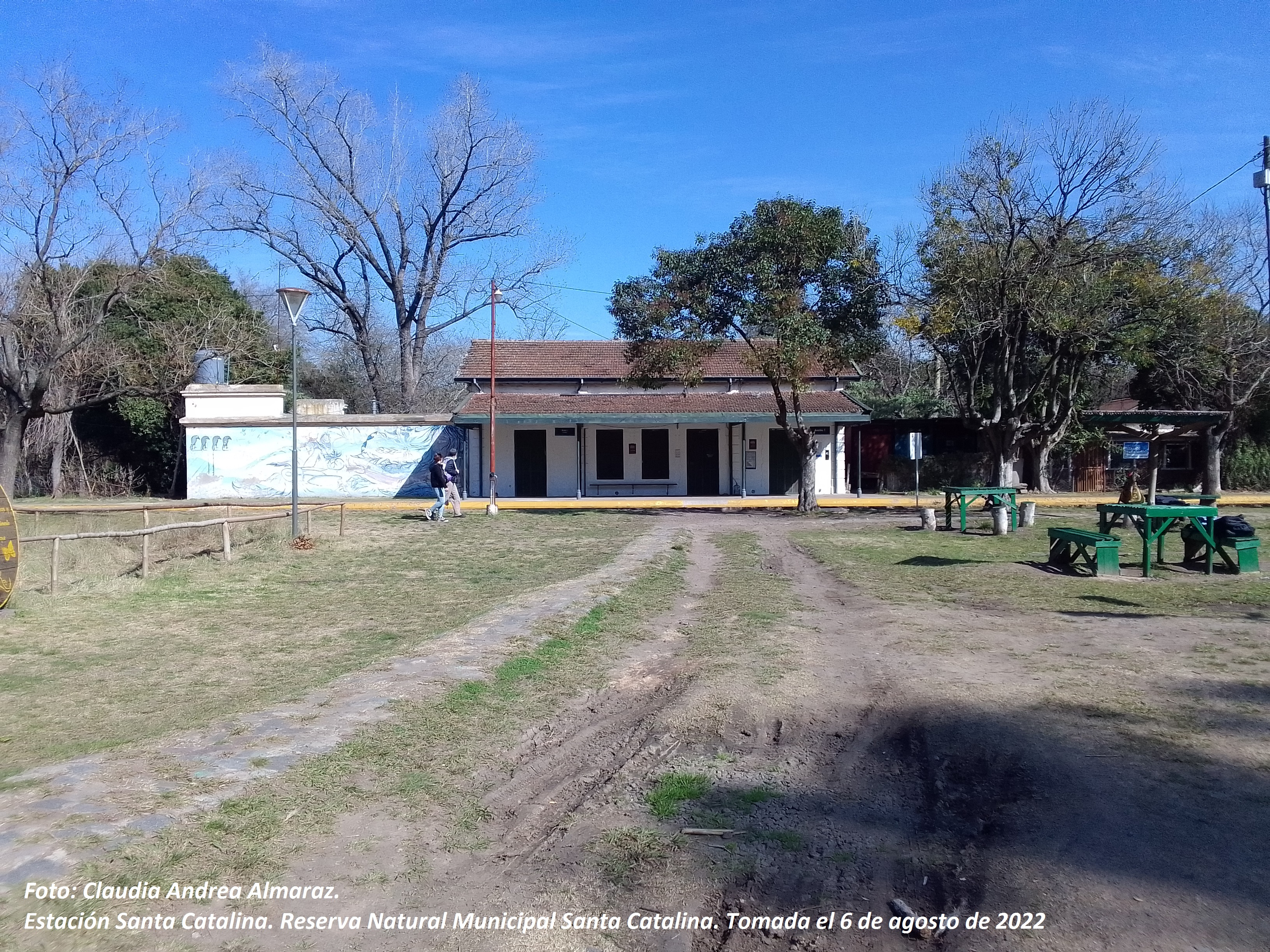
Estación de la Santa Catalina

En el año 1884 se tendieron los ramales para conectar a la ciudad de La Plata con otros puntos de la provincia y uno de ellos fue el que la unía con la ciudad de Haedo. La estación de Santa Catalina fue inaugurada en el año 1886 y se encontraba enmarcada por un gran espacio verde de valor natural y ecológico.
Este predio de 17 hectáreas adyacentes a la estación pertenecía a la Empresa Ferrocarriles Metropolitano S. A. (FEMESA), pero el 16 de enero de 1992  fueron declaradas como “Reserva y Parque Didáctico y Cultural Santa Catalina”, por la Ordenanza Municipal Nº 6561. Un año después fue declara de interés municipal dando a la creación como Reserva Natural Municipal Santa Catalina el día 7 de septiembre de 1993, por la Ordenanza Municipal Nº 6939. De acuerdo a esta ordenanza, el Municipio se comprometió al "mantenimiento y mejoramiento de la Reserva" ya que es una área protegida local.
 

La participación vecinal tomó un rol importante en la implementación de dicha ordenanza e impedir que sufra alguna alteración que genere un impacto ambiental negativo: 

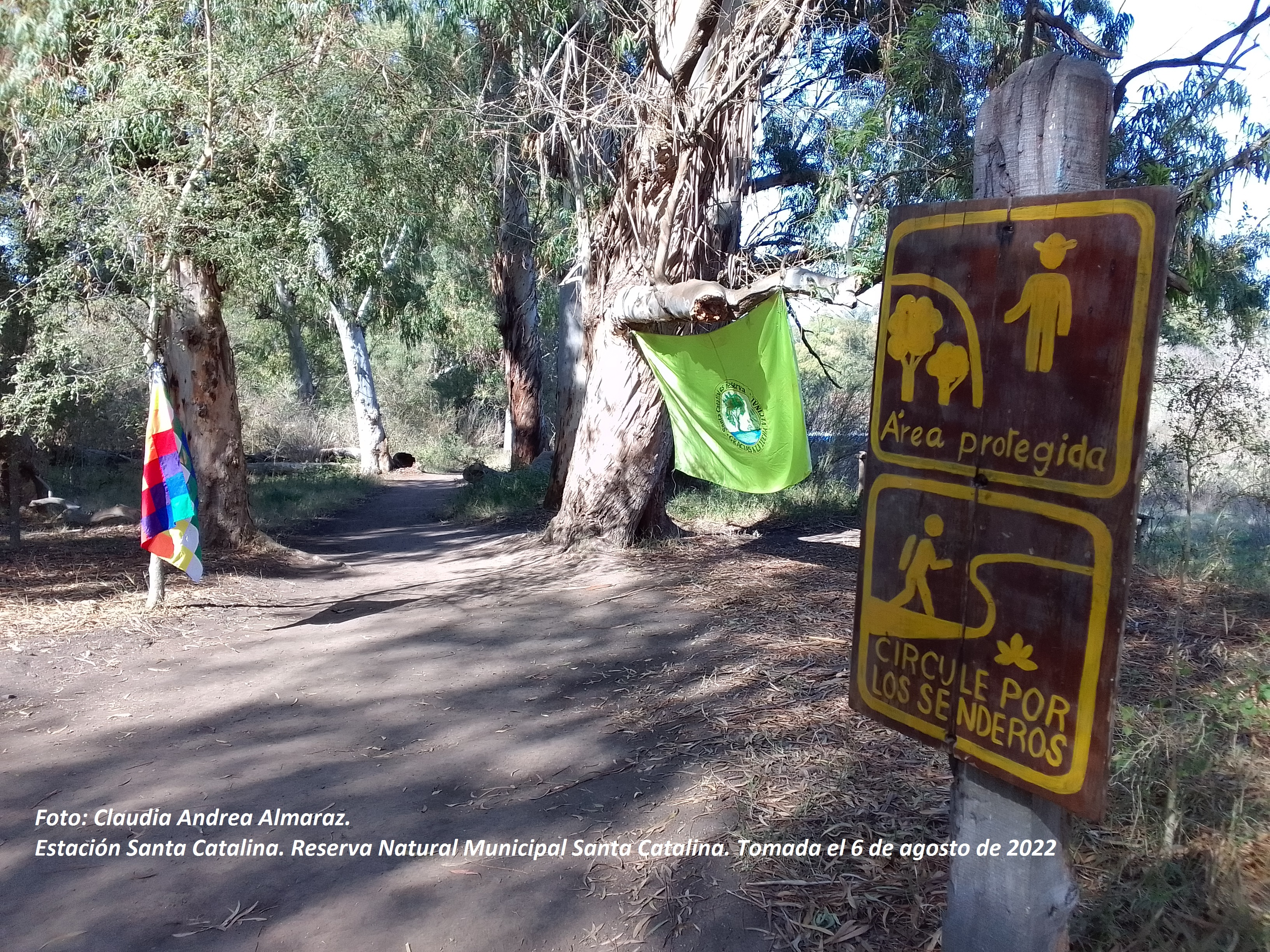
Caminos de la Reserva Natural Municipal Santa Catalina

"La Dirección de la Reserva Municipal 2013-2015 tomó muchas de las iniciativas vecinales y tuvo en cuenta el Proyecto inicial de Christian Rasmussen, por entonces Jefe de Guadaparques, centrado en que se priorice la forestación con  especies nativas, la construcción sustentable, incentivando la participación vecinal, la reinserción de fauna autóctona, el control de exóticas y que se mantenga un estatus "lo más natural posible" para la Reserva Natural Municipal Santa Catalina."
Actualmente, la Reserva cuenta con guardaparques que cuidan la zona y dan seguridad en los accesos. Además, los guardaparques ofrecen visitas guiadas a los colegios y grupos de vecinos que quieran conocerla.

## Clima
El clima de esta región es templado cálido, con lluvias todo el año, que disminuyen de norte a sur y de este a oeste, desde los 1200 hasta los 600 mm anuales. Las temperaturas máximas y mínimas medias son de 22,2 °C y 10,7 °C respectivamente. 

## Geomorfología, suelos e hidrografía
La Reserva Natural Municipal Santa Catalina se encuentra en la cresta del interfluvio delimitado por las cuencas de los arroyos Santa Catalina por el oeste y del Rey hacia el este. La Reserva se ubica a 3100 y 350 m de distancia de dichos cauces respectivamente. La altitud de la reserva es de 15 m s. n. m. y la pendiente local desciende ligeramente hacia el este. 
Parte del recorrido de las vías del ferrocarril transcurre encajonado y formando una curva, entre barrancas de 3 a 4 m de altura, donde se observa una comunidad de pastizal pintoresca (De Magistris y Baigorria). Aquí las napas proveen agua dulce de buena potabilidad; el suelo es de excelente calidad agrícola y forestal, y las altitudes alcanzan los 25 metros sobre el nivel del mar (en la localidad de Turdera).

## Vegetación y flora
La Reserva Natural Municipal Santa Catalina se encuentra dentro de la Subregión de la “Pampa Húmeda” y a su vez, dentro del Complejo Pampa Ondulada. Dicho complejo está caracterizado por el pastizal como vegetación natural predominante, con escasas formaciones leñosas nativas. Este complejo abarca todo el partido de Lomas de Zamora, incluyendo a la vecina Reserva Provincial Santa Catalina.

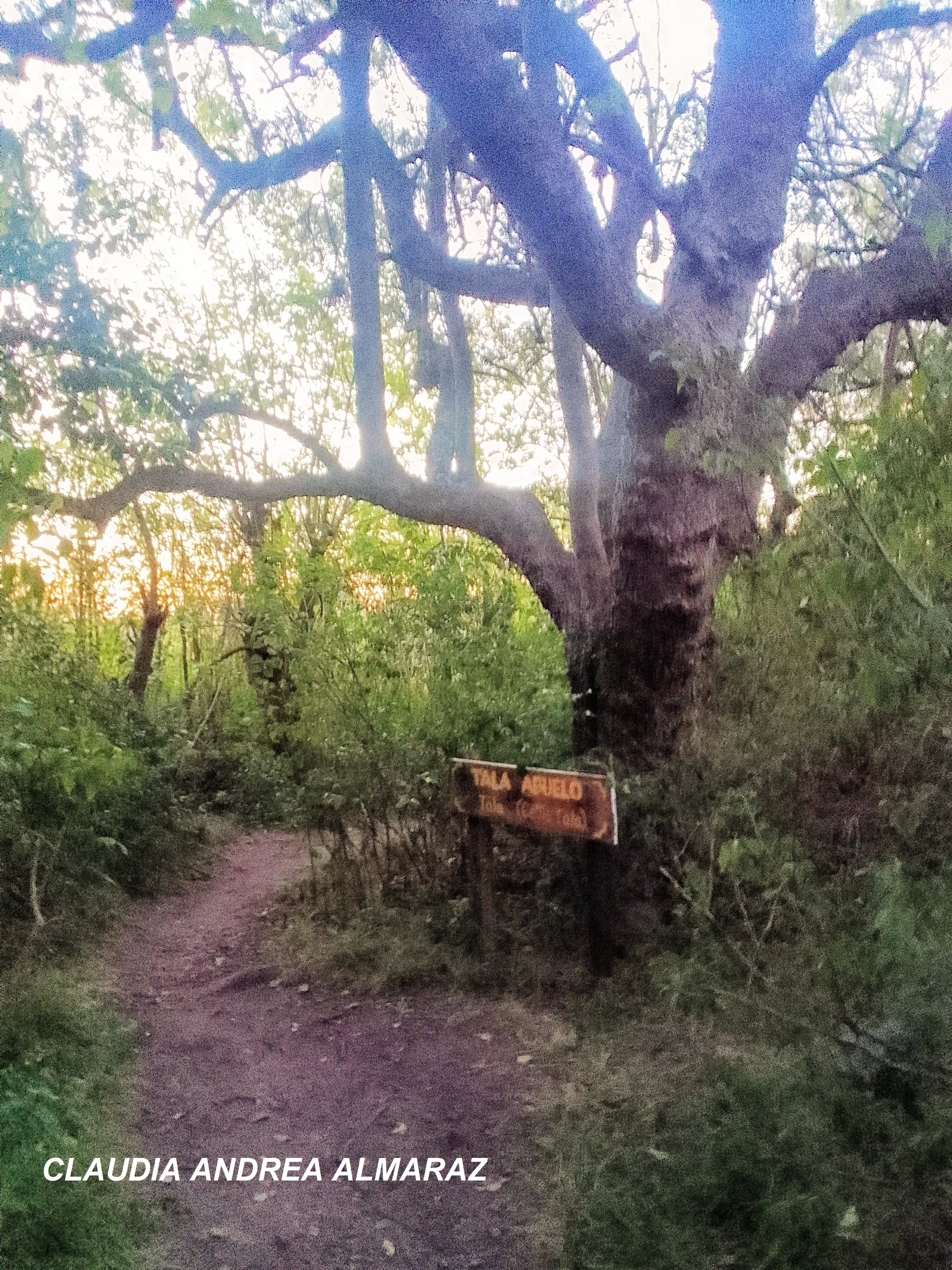
Tala

La vegetación se caracteriza por la presencia de remanentes de talares y en los sectores adyacentes a la Estación con especies introducidas; además remanentes de comunidades hidrófilas de Carquejillas, Carguatá y Yerba barbuda; pastizales y/o matorrales desarrollados bajo eucaliptus y sectores con vegetación ruderal, donde se asocian especies nativas con plantas cosmopolitas espontáneas. 
La franja de talar más importante abarca 700 m de largo por 10-20 m de ancho. En dicho sector se identificaron también tembetarí, camará morado, carí carí, molle rastrero, jazmín de la selva, malvisco y chilca blanda, entre otros. Además, merece destacarse la talilla por tener aquí los ejemplares más australes. Esta especie se caracteriza por atraer a muchos picaflores. El malvisco y el carí carí, por su parte, entre las distintas especies de chilcas atraen gran diversidad de mariposas. 
Entre las enredaderas o trepadoras, las que más se destacan son el mburucuyá , el tasi, el brotal y uña de gato.
Dentro de las epífitas, los claveles del aire dan un aspecto único al talar.

## Fauna

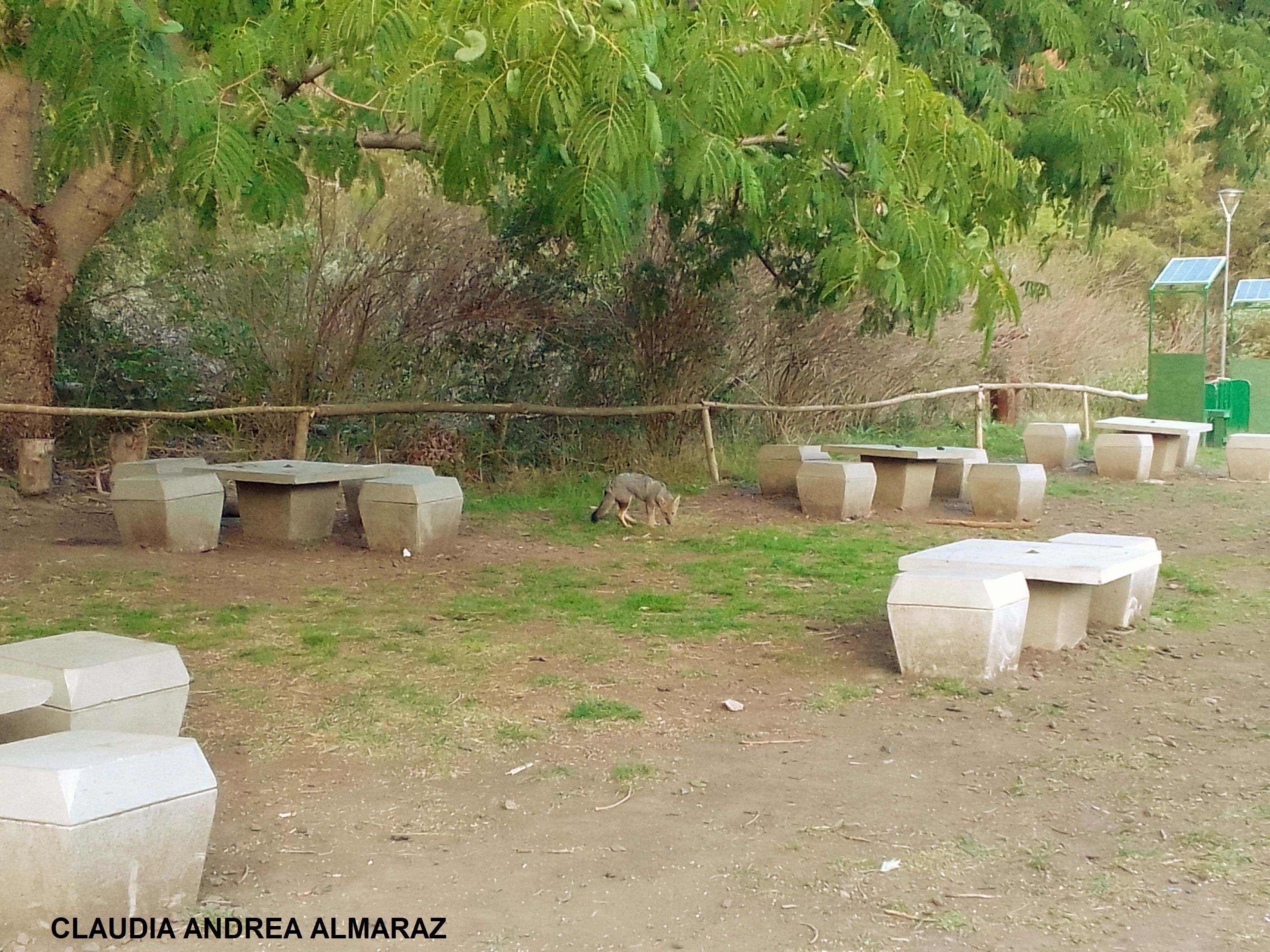
Zorro

Se encuentran registradas más de 150 especies de aves, entre ellas se destacan los tordos músicos, las bandadas de jilgueros, mixtos y cabecitas negras, carpinteros, gavilanes mixtos, caranchos, chimangos y lechuzas.
Se han registrado dieciséis especies de mamíferos, incluyendo al colicorto pampeano y a dos especies de murciélagos. También es posible encontrar comadrejas overas, cuises, mulitas, peludos y liebres, e innumerables insectos y mariposas, entre otros.
Se listaron distintas especies de lagartos y ofidios, difíciles de encontrar en épocas frías, además de algunas especies de anfibios. Los más comunes son los lagartos overos.
En los últimos años, durante varias visitas realizadas a la Reserva, se pudo observar un zorro. 
Es de suma importancia que este espacio verde siga siendo un lugar para preservar el hábitat de nuestra fauna.